# Nicolas Giffard
Nicolas Giffard (nascut el 4 d'octubre de 1950 a Ar Baol-Skoubleg), és un jugador i escriptor d'escacs francès, que té el títol de Mestre Internacional des de 1980.

## Resultats destacats en competició
Nicolas Giffard fou Campió de França en dues ocasions, els anys 1978 i 1982. A més, fou subcampió nacional els anys 1974 i 1976, i tercer el 1977. Va vèncer els torneigs d'Alès 1981, Paris-Ulm 1983, Andorra 1985 i Meudon 1987.
Ha estat membre de l'equip francès en tre les Olimpíades d'escacs, entre els anys 1978 i 1982.

## Llibres publicats
- La Fabuleuse Histoire des champions d'échecs
- Huit candidats, quatre KO, L'Impensé radical, 1977
- Les Échecs, leçon particulière avec un champion, 1997 ISBN 2-253-08151-5
- Les Échecs, la tactique moderne, éd. du Rocher, 1997 ISBN 2-268-00943-2
- L'Efficacité aux échecs, éd. Bornemann, 1998 ISBN 2-85182-586-0
- Comprendre les ouvertures, éd. Bornemann, 1999 ISBN 2851825941
- Giffard, Nicolas; Alain Biénabe. Le nouveau guide des échecs (en francès).  Éditions Robert Laffont, octubre 2009, p. 1701. ISBN 978-2221110133.